# Chthonius malatestai
Chthonius malatestai är en spindeldjursart som beskrevs av Giuliano Callaini 1980. Chthonius malatestai ingår i släktet Chthonius och familjen käkklokrypare. Inga underarter finns listade i Catalogue of Life.